# Wilkinson Microwave Anisotropy Probe
Wilkinson Microwave Anisotropy Probe (WMAP, původně známá jako Microwave Anisotropy Probe nebo Explorer 80) je americká sonda určená pro měření fluktuací reliktního záření s úhlovým rozlišením 0,3° a citlivostí 20 μK, čímž výrazně překonala svou předchůdkyni, sondu COBE.

## Základní údaje
Sonda s pomocí rakety Delta II odstartovala ze základny Eastern Test Range 30. června 2001. Její hmotnost je 840 kg, výkon 419 W. Je vybavena primárním zrcadlem o rozměru 1,4 x 1,6 metru. K detekci je použit diferenční radiometr.
V katalogizaci COSPAR dostala označení 2001-027A.

## Průběh mise

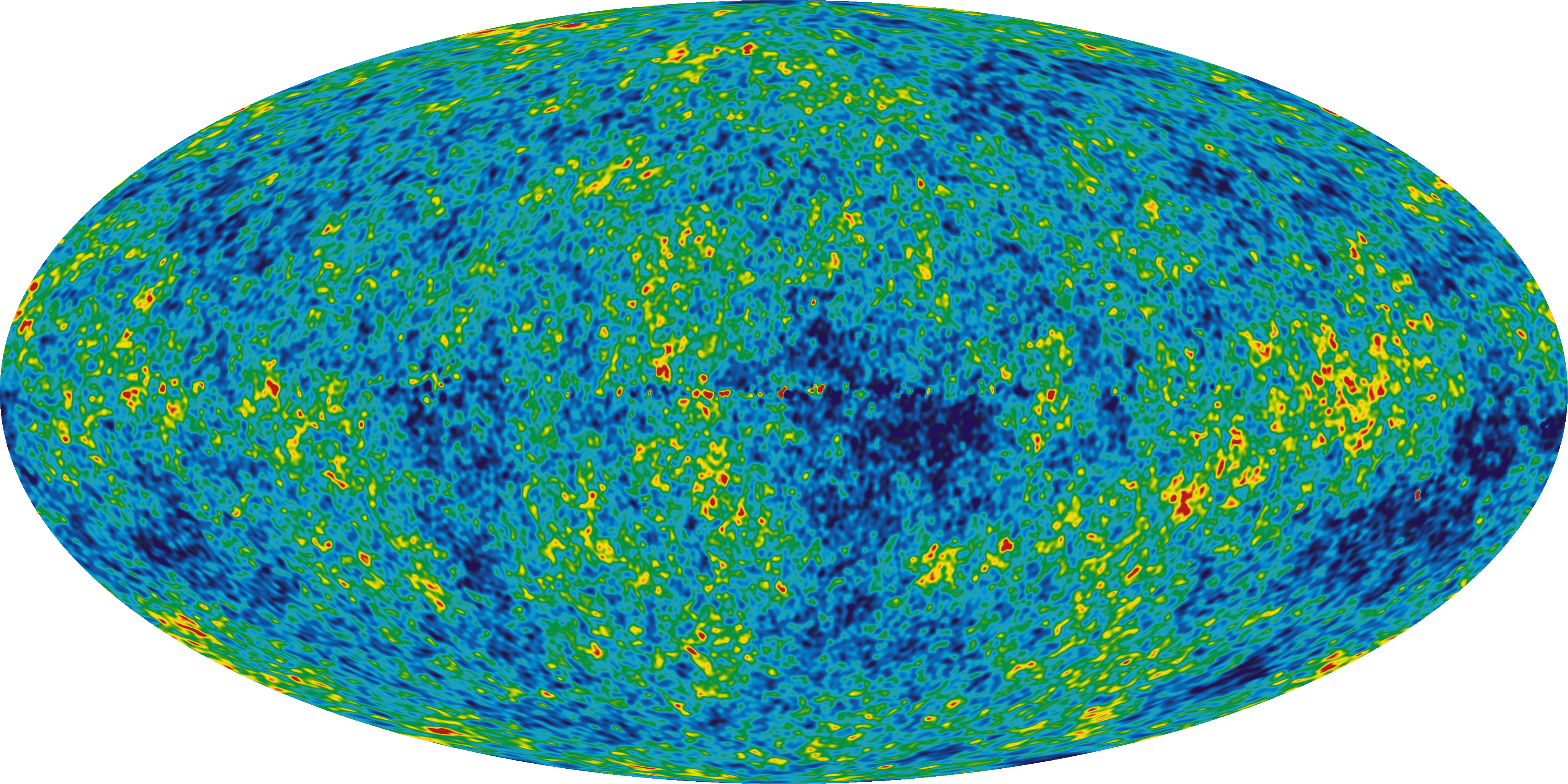
Podrobná mapa reliktního záření

Sonda je od 14. září 2001 umístěna v blízkosti Lagrangeova bodu L2 soustavy Země–Slunce, který je vzdálen 1,5 milionů kilometrů od Země. Původně plánovaná délka mise byla stanovena na 27 měsíců, z toho let byl plánován na 3 měsíce a zbytek vyměřeného času byl určen na pozorovací činnost. V letech 2002 a 2004 byla mise prodloužena až na celkovou dobu devíti let (proti původně plánovaným dvěma rokům)
a v říjnu 2010 byla ukončena.
První, velice vědecky pozoruhodné výsledky měření týkající se vzniku vesmíru byly oznámeny 11. února 2003. Zároveň byla sonda dodatečně pojmenována na počest Davida T. Wilkinsona, hlavního autora projektu.